# Premio The Best FIFA de 2024
Los The Best FIFA 2024 fueron la novena entrega de los premios que entregados por la FIFA en reconocimiento a los miembros más destacados del futbol, los premios fueron entregados en resultado de las actuaciones presentadas durante el periodo del 21 de agosto de 2023 al 10 de agosto de 2024, todos los candidatos a los diferentes galardones fueron anunciados el 28 de noviembre de 2024.

## Premios y categorías
Las votaciones online estuvieron activas desde el 28 de noviembre hasta el 10 de diciembre a las 23:59
- Premio The Best al Jugador de la FIFA
- Premio The Best a la Jugadora de la FIFA
- Premio The Best al Guardameta de la FIFA
- Premio The Best a la Guardameta de la FIFA
- Premio The Best al Entrenador de Fútbol Masculino de la FIFA
- Premio The Best al Entrenador de Fútbol Femenino de la FIFA
- The Best FIFA Men's 11
- The Best FIFA Women's 11
- Premio Puskás de la FIFA
- Premio Marta de la FIFA
- Premio Fair Play de la FIFA
- Premio a la Afición de la FIFA

## Categoría Masculina

### The Best Jugador FIFA
| Pos.             | Jugador           | Club (es)                         | Seleccón nacional | Puntos |
| ---------------- | ----------------- | --------------------------------- | ----------------- | ------ |
| 1                | Vinícius Júnior   | Real Madrid                       | Brasil            | 48     |
| 2                | Rodri Hernández   | Manchester City                   | España            | 43     |
| 3                | Jude Bellingham   | Real Madrid                       | Inglaterra        | 37     |
| Otros candidatos |                   |                                   |                   |        |
| 4                | Dani Carvajal     | Real Madrid                       | España            | 31     |
| 5                | Lamine Yamal      | Barcelona                         | España            | 30     |
| 6                | Lionel Messi      | Inter Miami                       | Argentina         | 25     |
| 7                | Toni Kroos        | Real Madrid                       | Alemania          | 18     |
| 8                | Erling Haaland    | Manchester City                   | Noruega           | 18     |
| 9                | Kylian Mbappé     | Paris Saint-Germain / Real Madrid | Francia           | 14     |
| 10               | Florian Wirtz     | Bayer Leverkusen                  | Alemania          | 8      |
| 11               | Federico Valverde | Real Madrid                       | Uruguay           | 4      |

### The Best Arquero FIFA
| Pos. | Jugador              | Club (es)           | Seleccón nacional | Puntos |
| ---- | -------------------- | ------------------- | ----------------- | ------ |
| 1    | Emiliano Martínez    | Aston Villa         | Argentina         | 26     |
| 2    | Ederson Moraes       | Manchester City     | Brasil            | 16     |
| 3    | Unai Simón           | Athletic Club       | España            | 13     |
| 4    | Andriy Lunin         | Real Madrid         | Ucrania           | 11     |
| 5    | David Raya           | Arsenal             | España            | 5      |
| 6    | Gianluigi Donnarumma | Paris Saint-Germain | Italia            | 1      |

### The Best Entrenador Masculino
| Pos. | Entrenador        | Equipo                 | Puntos |
| ---- | ----------------- | ---------------------- | ------ |
| 1    | Carlo Ancelotti   | Real Madrid            | 26     |
| 2    | Xabi Alonso       | Bayer Leverkusen       | 22     |
| 3    | Pep Guardiola     | Manchester City        | 10     |
| 4    | Luis de la Fuente | Selección de España    | 9      |
| 5    | Lionel Scaloni    | Selección de Argentina | 5      |

### Premio Puskás
| Pos. | Futbolista         | Equipo                | Oponente                 | Competición                          | Fecha                   | Total de puntos |
| ---- | ------------------ | --------------------- | ------------------------ | ------------------------------------ | ----------------------- | --------------- |
| 1    | Alejandro Garnacho | Manchester United     | Everton                  | Premier League                       | 26 de noviembre de 2023 | 26              |
| 2    | Yassine Benzia     | Selección de Argelia  | Selección de Sudáfrica   | FIFA Series                          | 26 de marzo de 2024     | 22              |
| 3    | Denis Omedi        | KCCA                  | Kitara                   | Liga Premier de Uganda               | 6 de agosto de 2024     | 16              |
| 4    | Mohammed Kudus     | West Ham United       | Friburgo                 | Europa League                        | 14 de marzo de 2024     | 13              |
| 5    | Walter Bou         | Lanús                 | Tigre                    | Primera División de Argentina        | 4 de agosto de 2024     | 13              |
| 6    | Federico Dimarco   | Inter de Milán        | Frosinone                | Serie A                              | 12 de noviembre de 2023 | 12              |
| 7    | Jaden Philogene    | Rotherham United      | Hull City                | English Football League Championship | 13 de febrero de 2024   | 12              |
| 8    | Terry Antonis      | Melbourne City        | Western Sydney Wanderers | A-League                             | 12 de marzo de 2024     | 8               |
| 9    | Michaell Chirinos  | Selección de Honduras | Selección de Costa Rica  | Repechaje a la Copa América 2024     | 23 de marzo de 2024     | 7               |
| 10   | Hassan Al-Haidos   | Selección de Catar    | Selección de China       | Copa Asiática 2023                   | 22 de enero de 2024     | 7               |
| 11   | Paul Onuachu       | Trabzonspor           | Konyaspor                | Süper Lig                            | 10 de noviembre de 2023 | 4               |

## Categoría femenina

### The Best Jugadora FIFA
| Pos.             | Jugador                | Club (es)                             | Seleccón nacional | Puntos |
| ---------------- | ---------------------- | ------------------------------------- | ----------------- | ------ |
| 1                | Aitana Bonmati         | Barcelona                             | España            | 52     |
| 2                | Barbra Banda           | Shanghai Shengli Orlando Pride        | Zambia            | 39     |
| 3                | Caroline Graham Hansen | Barcelona                             | Noruega           | 37     |
| Otras candidatas |                        |                                       |                   |        |
| 4                | Lindsey Horan          | Olympique de Lyon                     | Estados Unidos    | 26     |
| 5                | Lucy Bronze            | Barcelona Chelsea                     | Inglaterra        | 23     |
| 6                | Salma Paralluelo       | Barcelona                             | España            | 22     |
| 7                | Tabitha Chawinga       | Paris Saint-Germain Olympique de Lyon | Malaui            | 20     |
| 8                | Khadija Shaw           | Manchester City                       | Jamaica           | 19     |
| 9                | Ona Batlle             | Barcelona                             | España            | 19     |
| 10               | Naomi Girma            | San Diego Wave                        | Estados Unidos    | 9      |
| 11               | Mariona Caldentey      | Barcelona Arsenal                     | España            | 6      |

### The Best Arquera FIFA
| Pos. | Entrenador        | Equipo                                | Selección Nacional | Puntos |
| ---- | ----------------- | ------------------------------------- | ------------------ | ------ |
| 1    | Alyssa Naeher     | Chicago Red Stars                     | Estados Unidos     | 26     |
| 2    | Cata Coll         | Barcelona                             | España             | 22     |
| 3    | Mary Earps        | Manchester United Paris Saint-Germain | Inglaterra         | 11     |
| 4    | Ann-Katrin Berger | Chelsea NJ/NY Gotham                  | Alemania           | 9      |
| 5    | Ayaka Yamashita   | INAC Kobe Leonessa Manchester City    | Japón              | 4      |

### The Best Entrenador Femenino
| Pos.           | Entrenador          | Equipo                              | Puntos |
| -------------- | ------------------- | ----------------------------------- | ------ |
| 1              | Emma Hayes          | Chelsea Selección de Estados Unidos | 23     |
| 2              | Jonatan Giráldez    | Barcelona Washington Spirit         | 20     |
| 3              | Arthur Elias        | Corinthians Selección de Brasil     | 13     |
| 4              | Sonia Bompastor     | Olympique de Lyon Chelsea           | 12     |
| 5              | Futoshi Ikeda       | Selección de Japón                  | 2      |
| 6              | Elena Sadiku        | Celtic                              | 2      |
| Sin puntuación |                     |                                     |        |
|                | Gareth Taylor       | Manchester City                     | 0      |
|                | Sandrine Soubeyrand | Paris FC                            | 0      |

### Premio Marta
| Pos. | Futbolista            | Equipo                      | Oponente                       | Competición                               | Fecha                   | Total de puntos |
| ---- | --------------------- | --------------------------- | ------------------------------ | ----------------------------------------- | ----------------------- | --------------- |
| 1    | Marta Vieira da Silva | Selección de Brasil         | Selección de Jamaica           | Partido amistoso                          | 1 de junio de 2024      | 22              |
| 2    | Asisat Oshoala        | Barcelona                   | Benfica                        | Liga de Campeones                         | 14 de noviembre de 2023 | 20              |
| 3    | Sakina Karchaoui      | Selección de Francia        | Selección de Suecia            | Clasificación a la Eurocopa Femenina 2025 | 12 de julio de 2024     | 16              |
| 4    | Giuseppina Moraca     | Lazio                       | Bologna                        | Serie B                                   | 15 de octubre de 2023   | 15              |
| 5    | Mayra Pelayo          | Selección de México         | Selección de Estados Unidos    | Copa Oro de Concacaf W 2024               | 27 de febrero de 2024   | 12              |
| 6    | Paulina Krumbiegel    | Hoffenheim                  | Duisburgo                      | Bundesliga                                | 2 de febrero de 2024    | 12              |
| 7    | Delphine Cascarino    | Olympique de Lyon           | Benfica                        | Liga de Campeones                         | 27 de marzo de 2024     | 10              |
| 8    | Beth Mead             | Arsenal                     | West Ham United                | Women's Super League                      | 26 de noviembre de 2023 | 9               |
| 9    | Marina Hegering       | Wolfsburgo                  | Essen                          | Bundesliga                                | 29 de enero de 2024     | 9               |
| 10   | Trinity Rodman        | Selección de Estados Unidos | Selección de Japón             | Juegos Olímpicos 2024                     | 3 de agosto de 2024     | 9               |
| 11   | Nina Matejić          | Selección de Serbia Sub-20  | Selección de Inglaterra Sub-20 | Campeonato Europeo Femenino Sub-19 2024   | 17 de julio de 2024     | 6               |

## Premio Fanáticos FIFA
| Posición | Fan                 | Razón | Votos | % |
| -------- | ------------------- | --- | ----- | - |
| 1        | Gandra Moura        | Joven aficionado del Vasco da Gama y del futbolista Gabriel Pec, y que padece de epidermólisis ampollosa. Se hizo viral luego de un vídeo del pequeño reencuentro con su madre luego de despertar de un coma. Gabriel Pec lo abrazó y se convirtió en su "mejor amigo". Ha asistido a los entrenamientos y partidos del club. |       |   |
| 2        | José Armando Guzmán | Joven aficionado del Cruz Azul que padecía de Leucemia y que se convirtió en un símbolo de esperanza para todos. Falleció a los 14 años antes de cumplir su sueño de conocer a los jugadores de su equipo favorito dejando una huella en el fútbol mexicano en general.                                                       |       |   |
| 3        | Craig Ferguson      | Caminó 1609 KM desde Glasgow hasta Múnich para el inicio de la Eurocopa 2024, recaudando dinero para la organización benéfica de salud mental Brothers in Arms, al final de su misión recaudó casi 80,000 libras esterlinas.                                                                                                  |       |   |

## Premio Fair Play
| Ganador     | Equipo        | Razón |
| ----------- | ------------- | --- |
| Thiago Maia | Internacional | Fue captado en video rescatando a una anciana de un edificio inundado cargándola sobre su espalda. El video, en el que se ve a Maia vadeando aguas inundadas que le llegaban hasta el cuello, rápidamente se volvió viral y atrajo admiración en todo Brasil y el mundo. |

## The Best FIFA 11
| Nombre            | Club(s)               |
| Portero           | Portero               |
| ----------------- | --------------------- |
| Emiliano Martínez | Aston Villa F. C.     |
| Defensas          |                       |
| Dani Carvajal     | Real Madrid C. F.     |
| Antonio Rüdiger   | Real Madrid C. F.     |
| Rúben Dias        | Manchester City F. C. |
| William Saliba    | Arsenal F. C.         |
| Centrocampistas   |                       |
| Jude Bellingham   | Real Madrid C. F.     |
| Rodri Hernández   | Manchester City F. C. |
| Toni Kroos        | Real Madrid C. F.     |
| Delanteros        |                       |
| Lamine Yamal      | F. C. Barcelona       |
| Erling Haaland    | Manchester City F. C. |
| Vinícius Júnior   | Real Madrid C. F.     |

| Nombre                 | Club(s)                           |
| Portera                | Portera                           |
| ---------------------- | --------------------------------- |
| Alyssa Naeher          | Chicago Red Stars                 |
| Defensas               |                                   |
| Lucy Bronze            | - F. C. Barcelona - Chelsea F. C. |
| Naomi Girma            | San Diego Wave F. C.              |
| Irene Paredes          | F. C. Barcelona                   |
| Ona Batlle             | F. C. Barcelona                   |
| Centrocampistas        |                                   |
| Gabi Portilho          | S. C. Corinthians Paulista        |
| Patri Guijarro         | F. C. Barcelona                   |
| Lindsey Horan          | Olympique Lyonnais                |
| Aitana Bonmatí         | F. C. Barcelona                   |
| Delanteras             |                                   |
| Caroline Graham Hansen | F. C. Barcelona                   |
| Salma Paralluelo       | F. C. Barcelona                   |